# Journal of Neurosurgery
Das Journal of Neurosurgery, abgekürzt J. Neurosurg., ist eine wissenschaftliche Fachzeitschrift, die von der American Association of Neurological Surgeons veröffentlicht wird. Die Zeitschrift erscheint mit zwölf Ausgaben im Jahr. Es werden Arbeiten zum Thema Neurochirurgie veröffentlicht.
Der Impact Factor lag im Jahr 2014 bei 3,737. Nach der Statistik des ISI Web of Knowledge wird das Journal mit diesem Impact Factor in der Kategorie Chirurgie an 20. Stelle von 198 Zeitschriften und in der Kategorie klinische Neurologie an 38. Stelle von 192 Zeitschriften geführt.